# Можливий світ
Поняття можливого світу використовується у філософії та логіці для формулювання модальних тверджень. У сучасному філософському дискурсі концепція можливих світів популярна, але залишається спірною.

## Можливість, необхідність та випадок
Ті теоретики, які використовують концепцію можливих світів, розглядають фактичний світ як один з багатьох можливих світів. Кожному твердженню, яке могло би бути, концепція відводить окремий можливий світ; фактичний світ в якому ми живемо, один із них. Серед теоретиків існують розбіжності щодо природи можливих світів. Точний онтологічний статус цих світів дискусійний, особливо щодо різниці (якщо така є) онтологічного статусу реального світу в порівнянні з усіма іншими можливими світами. Одна позиція з цих питань викладена в модальному реалізмі Девіда Льюїса (дивись нижче). Існує тісний зв'язок між висловлюваннями і можливими світами. Будь-яке твердження в конкретному можливому світі може бути або істинним, або хибним; тоді модальний статус висловлювання задається множиною можливих світів, в яких воно істинне, і множиною можливих світів, в яких воно хибне. Нижче наведено твердження, які тепер можна з користю сформулювати:
- Істинні твердження є істинними в реальному світі (наприклад: «Річард Ніксон став президентом у 1969 році»).
- Хибні твердження хибні в реальному світі (наприклад: «Рональд Рейган став президентом у 1969 році»). (Рейган не балотувався на посаду президента до 1976 року, а отже не міг бути обраним).
- Можливі твердження є істинними, принаймні в одному можливому світі (наприклад: «Г'юберт Гамфрі став президентом в 1969 році»). (Гамфрі балотувався на пост президента в 1968 році, а отже, міг виграти вибори). Сюди включають висловлювання, які з необхідністю істинні в сенсі, наведеному нижче.
- Неможливі положення (або з необхідністю хибні судження) не є істинними в жодному з можливих світів (наприклад: «Мелісса та Тобі водночас вищі один від одного»).
- Завжди істинні твердження є істинними в усіх можливих світах (наприклад: «2 + 2 = 4», «всі холостяки неодружені»).[1]
- Умовні судження є істинними в деяких можливих світах і хибними в інших (наприклад: «Річард Ніксон став президентом у 1969 році» є істинним твердженням, а «Г'юберт Гамфрі став президентом у 1969 році» є умовною хибою).

Ідея можливих світів найбільш часто приписується Готфріду Лейбніцу, який говорив про можливі світи як ідеї в розумі Бога, і на основі цього стверджував, що наш світ насправді повинен бути «найкращим з усіх можливих світів». Артур Шопенгауер стверджував, що, навпаки наш світ має бути найгіршим з усіх можливих світів, бо якби він був ще трохи гіршим, то не міг би існувати.
Зачатки ідей щодо можливих світів було виявлено роботах таких мислителів, як Рене Декарт (який мав великий вплив на Лейбніца), Аль-Газалі («Непослідовність філософів»), Аверроеса («Некогерентність некогерентності»), Фахр аль-Дін аль Разі («Маталіб аль-Алія») і Джона Дунса Скота. Сучасне філософське використання поняття вперше запровадили Девід Льюїс та Саул Кріпке.

## Формальна семантика модальних логік
Семантика модальної логіки була вперше введена в роботі кінця 1950-х років Саула Кріпке і його колег. У модальній логіці твердження називають можливим, якщо воно істинне принаймні в одному можливому світі; твердження називають необхідним, якщо воно істинне в усіх можливих світах.

## Від модальної логіки до філософських інструментів
З цього стартового майданчика теорія можливих світів стала центральною частиною багатьох філософських розробок, починаючи з 1960-х років — зокрема відомого аналізу контрафактичних (тобто таких, які не відповідають фактам: наприклад, якби в роті росли гриби) умов з точки зору «ближніх можливих світів», розробленого Девідом Льюїсом та Робертом Столнекером. При такому аналізі, коли ми говоримо про те, що сталося б при деяких обставинах, істина наших передбачень визначається тим, що істинне в найближчому можливому світі (або в множині найближчих можливих світів), де такі обставини склалися. (Можливий світ W1 називається ближнім до іншого можливого світу W2 щодо певного твердження R до того ступеня, наскільки й ті ж події відбуваються в W1 і W2 щодо R, тим більша різниця між світами в певному відношенні R, тим «далі вони один від одного в цьому відношенні». Розглянемо контрфактичне умовне речення: «Якщо Джордж Буш не став би президентом США в 2001 році, то Альберт Гор став би». Це речення сприймається як твердження, яке можна було б перефразувати наступним чином: «У всіх найближчих світах нашого реального світу (найближчих у відповідному значенні), де Джордж Буш не став президентом США в 2001 році, Альберт Гор став президентом США замість нього)». І в цій інтерпретації існування серед найближчих до реального світу світів (найближчих у відповідному значенні) таких, де Альберт Гор не став президентом, означало б, що така контрфактична умова була б хибною.
Сьогодні можливі світи відіграють центральну роль у багатьох філософських дискусіях, зокрема в дебатах щодо філософського зомбі, фізикалізму і супервенантності в філософії свідомості. Багато дискусії в філософії релігії спалахнули знову з використанням концепції можливих світів. Інтенсивні дебати також виникли щодо онтологічного статусу можливих світів, спровокованого особливо відстоюванням Девідом Льюїсом модального реалізму, вчення, за яким «можливі світи» найкраще пояснюються з точки зору незліченних, реальні світи за межами того, в якому ми живемо. Основне питання полягає в наступному: за умови, що модальна логіка працює, і що семантика модальної логіки для можливих світів правильна, що ж тоді істина, і які вони, ці можливі світи, які ми перебираємо, інтерпретуючи модальні вислови? Льюїс стверджував, це справжні реальні світи, які існують настільки ж однозначно, як існує наш фактичний світ, але вони відрізняються від реального світу тим, що не стоять в будь-яких просторових, тимчасових, або причинно-наслідкових зв'язках із реальним світом. (На думку Льюїса єдина «особливість» фактичного світу реляційна — ми в ньому). Це називають «індексністю фактичності»: термін «фактичний» — це тільки індекс (позначення) як і слова «і» та «тут».) Інші, такі як Роберт Адамс і Вільям Лайкан, відкидають картину Льюїса, як метафізично екстравагантну, і пропонують замість неї інтерпретацію можливих світів як послідовних, максимально повних описів або речень про світ, так що «можливий світ» стає повним описом світу, яким він міг би бути — а не того, яким він є. (Льюїс описує їхню позицію, як і подібні позиції Плантінги та Пітера Форреста, як «ерзац модального реалізму», стверджуючи, що подібні теорії, які намагаються отримати перевагу семантики можливих світів для модальної логіки, «дешеві», але що вони зрештою, можуть забезпечити адекватне пояснення). Сол Кріпке в роботі «Іменування і необхідність» взяв за роги проблему з використанням Льюїсом семантики можливих світів, і захистив їх як чисто формальні (логічні) сутності, а не як реальні світи чи множини речень або описів.

## Теорія можливого світу в літературознавстві
Теорія можливих світів у літературознавстві бере це поняття з логіки і застосовує його при аналізі художніх текстів, що описують події у вигаданих всесвітах. Зокрема, теорія можливих світів визначає корисний лексикон і окреслює концептуальні рамки, за допомогою яких можна описати такі вигадані світи. Проте, вигаданий світ у літературі — це особливий тип можливого світу, відмінний від можливих світів у логіці. Так відбувається тому, що літературний текст знаходить свою власну систему модальності, що складається з реальних світів (фактичні подій) і можливих світів (щодо ситуацій). У художній літературі, принцип одночасності, вона простягається, щоб покрити розмірні аспекти, коли передбачається, що два або більше фізичних об'єкти, реальності, сприйняття і об'єкти нематеріальної, можуть співіснувати в одному просторі-часі. Таким чином, літературний всесвіт надає автономію багато в чому таким же чином, як і реальної всесвіту.
Літературні критики, такі як Марі-Лор Раян, Любомир Долежел і Томас Павел, використовували теорію можливих світів до понять літературної істини, її природи, і до аналізу відношення вигаданих світів до реальності. Пропонувалися таксономії можливої вигадки за ймовірністю. Естонський літературознавець Рейн Рауд поширив цей підхід на «культурні» світи, порівнюючи можливі світи з конкретними конструкціями реальності в різних культурах. Теорія можливих світів  також використовується в наратології, де вона  розділяє цілісний текст на складові світи, можливі і фактичні. При такому підході, модальна структура художнього тексту аналізується в зв'язку з його описовою і тематичною проблематикою.